# Farma wiatrowa Tauernwindpark
Farma wiatrowa Tauernparkwind – austriacka elektrownia wiatrowa w zachodniej Styrii w okolicach miasta Oberzeiring. Wybudowana w masywie Taurów niższych na wysokości 1900 m n.p.m. jest najwyżej położoną elektrownią wiatrową Europy. Średnia prędkość wiatru w tamtym rejonie wynosi 7 m/s, co odpowiada warunkom nadmorskim. Farma złożona jest z 11 rotorów każdy o mocy 1,75 MW co daje razem 19,25 MW, w skali rocznej jest to 40 GWh energii wystarczającej do zaopatrzenia około 10000 gospodarstw domowych.